# Emil Wagner (MfS-Mitarbeiter)
Emil Wagner (* 6. Dezember 1921 in Opava (heute Tschechien)) ist ein ehemaliger Offizier des Ministeriums für Staatssicherheit (MfS) in der Deutschen Demokratischen Republik (DDR). Er war Leiter der Bezirksverwaltung für Staatssicherheit Halle und Potsdam.

## Leben
Wagner, Sohn einer Holzarbeiterin und eines Bäckers, erlernte nach dem Abschluss der Mittelschule den Beruf des Schlossers, in dem er bis zum Beginn des Zweiten Weltkriegs 1939 tätig war. Dann wurde er in die deutsche Wehrmacht eingezogen. 1943 geriet er in sowjetische Kriegsgefangenschaft. Er war zwei Jahre Schüler einer Antifa-Schule und kämpfte 1944/45 als Mitglied der Partisanengruppe Kaiser auf sowjetischer Seite.
Nach dem Ende des Kriegs wurde Wagner Mitglied der Kommunistischen Partei Deutschlands (KPD) und war bis 1946 offiziell als Vertreter eines Reisebüros in Berlin tätig. Tatsächlich arbeitete er für das NKWD und spürte für diesen ehemalige Nationalsozialisten auf. Nach der Zwangsvereinigung der Sozialdemokratischen Partei Deutschlands (SPD) mit der KPD wurde Wagner 1946 Mitglied der Sozialistischen Einheitspartei Deutschlands (SED).
1947 ging Wagner zur Deutschen Volkspolizei (DVP) und wurde Mitarbeiter des Landeskriminalamts Brandenburg. 1948 war er dort zeitweise Leiter des Dezernats 5, der politischen Polizei, das später in das MfS eingegliedert wurde. 1949 wurde er Leiter der Kriminalpolizei in Potsdam und ging dann zur neu geschaffenen "Verwaltung zum Schutz der Volkswirtschaft Brandenburg", aus der 1950 die Länderverwaltung des MfS wurde.
Wagner war zunächst in der Abteilung IX, zuständig für Untersuchungen, tätig und wurde 1951 stellvertretender und 1952, als Nachfolger Hermann Gartmanns, Leiter der Bezirksverwaltung Potsdam. In dieser Funktion war er auch Mitglied der Bezirksleitung der SED. 1955 wechselte Wagner in die Bezirksverwaltung Halle und wurde als Nachfolger Rudolf Vödischs deren Leiter. Ab 1958 war er auch hier Mitglied der Bezirksleitung der SED.
1971/72 wurde Wagner wegen Krankheit von seinen Funktionen entbunden. Im März 1972 wurde er zur Objektverwaltung Wismut in der SDAG Wismut versetzt und war dort kurzzeitig Offizier im besonderen Einsatz. Im Juli 1972 ging er in Rente.

## Auszeichnungen
- 1985 Medaille „40. Jahrestag des Sieges im Großen Vaterländischen Krieg 1941–1945“[3]